# 56-й моторизованный корпус (вермахт)
56-й моторизованный корпус (нем. LVI. Armeekorps (mot.)), сформирован 15 февраля 1941 года.
1 марта 1942 года переименован в 56-й танковый корпус.

## Боевой путь корпуса
С 22 июня 1941 года — участие в германо-советской войне, в составе 4-й танковой группы группы армий «Север». Бои в Прибалтике, затем под Ленинградом.
Со 2 июля 1941 года наступает через Резекне в направлении Остров—Псков.
С 10 июля участвует в наступательных действиях на Новгородском направлении, 13 июля занял Сольцы и 14 июля вышел к реке Мшага в районе Шимска. В середине июля в результате контрудара советских войск входившая в состав корпуса 8-я танковая дивизия попала в окружение и прорывалась через Сольцы на запад. 3-я моторизованная дивизия отступила, отрываясь от атакующих частей 11-й армии.

### Операция «Тайфун»

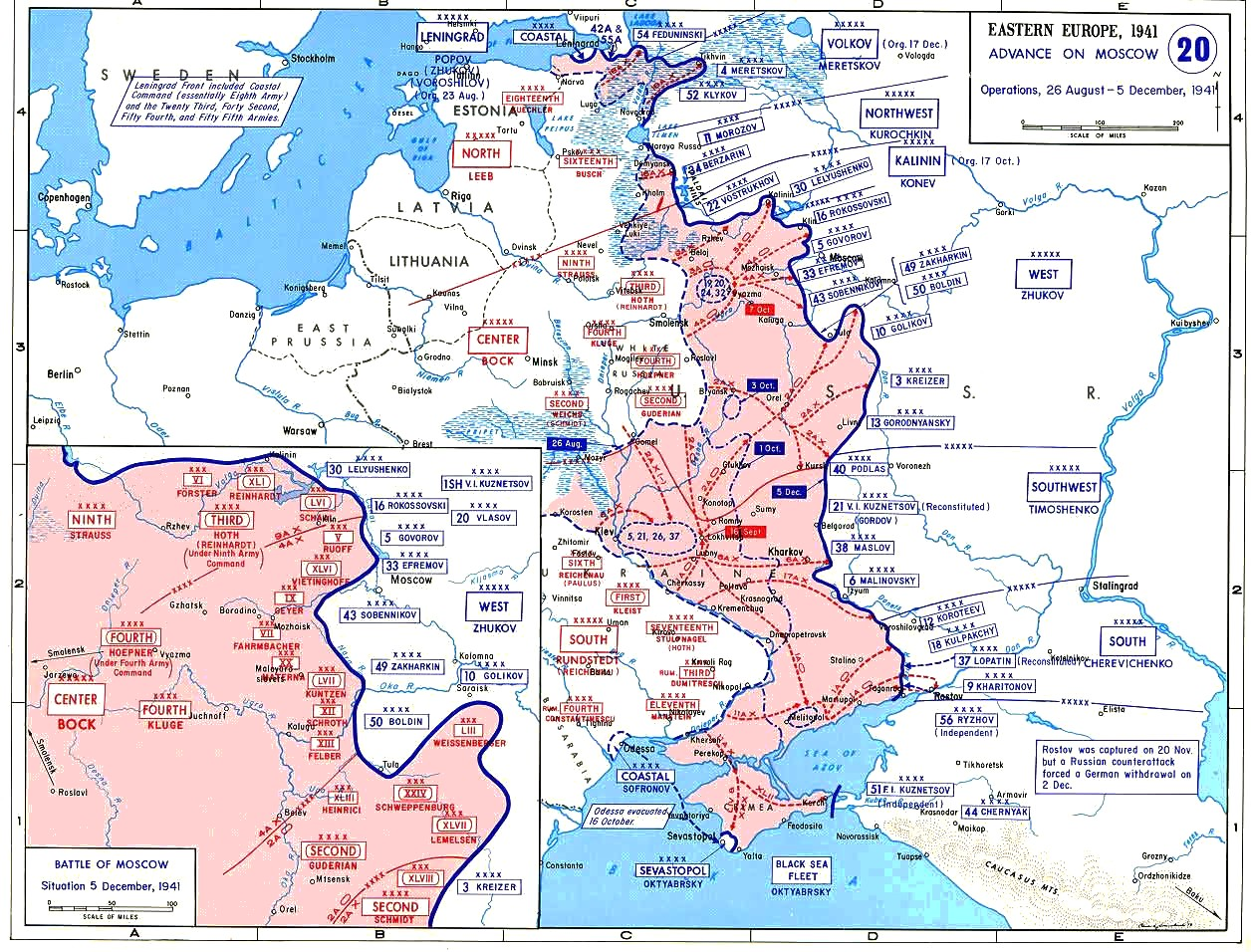
Операция «Тайфун»

С октября 1941 — в составе группы армий «Центр».
В полосе 19-й армии удар наибольшей силы пришёлся по частям 244-й стрелковой дивизии, занимавшей оборону на стыке с 30-й армией. На 244-ю стрелковую дивизию вели наступление 35-я и 5-я и 106-я пехотные дивизии 5-го армейского корпуса. Этот корпус прикрывал правый фланг наступающего на Вязьму 56-го моторизованного корпуса.
Бои в районе Вязьмы, затем под Москвой.
В 1942 году — бои в районе Ржева.

## Состав корпуса
В июне 1941:
- 8-я танковая дивизия
- 3-я моторизованная дивизия
- 290-я пехотная дивизия

В ноябре 1941:
- 7-я танковая дивизия
- 14-я моторизованная дивизия

В феврале 1942:
- 7-я танковая дивизия
- 14-я моторизованная дивизия

## Командующие корпусом
- С марта 1941 — генерал пехоты Эрих фон Манштейн
- С 13 сентября 1941 — генерал танковых войск Фердинанд Шааль